# Videnregnskab
Videnregnskabet er en af de nyere kvalitative regnskabstyper, som har vundet stadig større indpas siden begyndelsen i 1990'erne. Formålet med videnregnskabet er at erhverve, sikre og udvikle videnressourcerne i virksomheden. Videnregnskabet værdiansætter ikke videnressourcerne, men holder øje med indsatser og resultater og forklarer, om virksomheden udvikler sine ressourcer i den rigtige retning.

## Historie
Regnskabsformen blev taget i brug i 1990'erne. Gennembruddet kom dog nok først i starten af det nye årtusinde, hvor Videnskabsministeriet igangsatte et større udviklingsprojekt med deltagelse af 100 danske vidensvirksomheder. på baggrund af dette arbejde blev udarbejdet en guideline for videnregnskaber: "Videnregnskaber - den nye guideline".

## Videnregnskabet
Videnregnskabet består hovedsageligt af to dele: Det analystiske regnskab, der anvendes som et internt ledelsesværktøj. Dertil kommer det eksterne videnregnskab, der er en publikation af en udvalgt del af det analytiske videnregnskab.

## Det analytiske videnregnskab
Tekst mangler, hjælp os med at skrive teksten

## Det eksterne videnregnskab
Tekst mangler, hjælp os med at skrive teksten